# Cuisine bulgare
La cuisine bulgare (en bulgare : българска кухня, bylgarska kuhnja) est caractéristique de l'Europe du Sud, de la culture et de la cuisine des Balkans. Les traditions culinaires bulgares sont diverses en raison de facteurs géographiques et des conditions climatiques appropriées pour une variété de légumes, herbes et fruits. Mis à part la grande variété des plats bulgares locaux, la cuisine bulgare partage un certain nombre de plats avec les cuisines russe, italienne et même celles du Moyen-Orient.
L'alimentation bulgare intègre souvent des salades et hors-d'œuvre. Elle est également connue pour l'importance des produits laitiers, ses vins et autres boissons alcoolisées comme la Rakija. La cuisine bulgare offre également une variété de soupes, comme la soupe froide Tarator et les pâtisseries, à base de pâte filo comme dans la Banitsa et les différents types de böreks.
Les plats typiques sont les ragouts, soit aux légumes ou avec de l'agneau, de la chèvre, du bœuf, du poulet ou du porc. Les grillades sont également importantes, en particulier pour les différents types de saucisses. Le porc est souvent mélangé avec du bœuf ou de l'agneau, bien que le poisson et le poulet soient aussi largement utilisés. Alors que la plupart des bovins sont élevés pour la production de lait, plutôt que pour leur viande, le veau est populaire notamment grillé et servi en apéritifs (Mezzé) et dans certains plats principaux. Pays exportateur important pour l'agneau, la consommation en Bulgarie est également importante, surtout au printemps.
Comme dans les autres pays balkaniques, la consommation de yaourt par habitant est traditionnellement plus élevée que dans le reste de l'Europe. Le pays est aussi connu pour la bactérie Lactobacillus bulgaricus, un micro-organisme principalement responsable de la variété locale des produits laitiers. Le yogourt existe et est consommé depuis au moins l'an 3000 av. J.-C.

## Conservation et cuisson
Parmi les techniques de préparation et de conservation utilisées : le saumurage (poissons, fromages, viandes), la fermentation lactique, la macération, le malossol, le fumage, le séchage.
Les modes de cuisson sont variés : mijotage, braisage, rôtissage, grillade. réduction, cuisson à l'étouffée, bouillon...

## Galerie

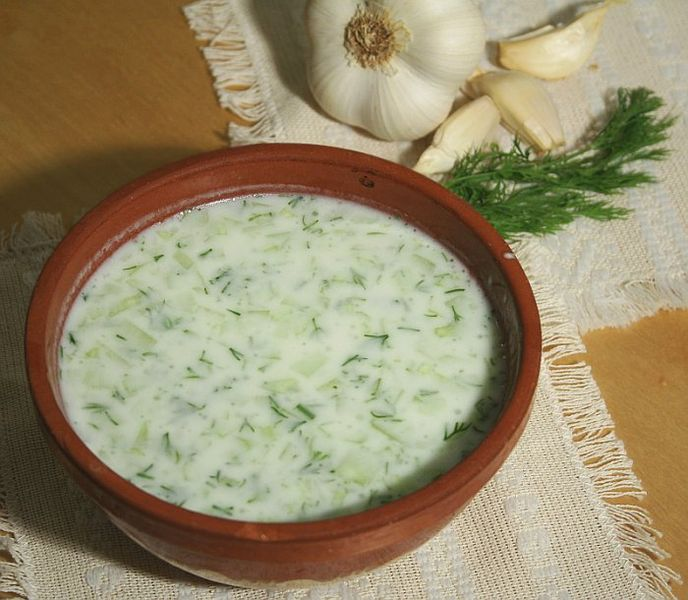
Tarator
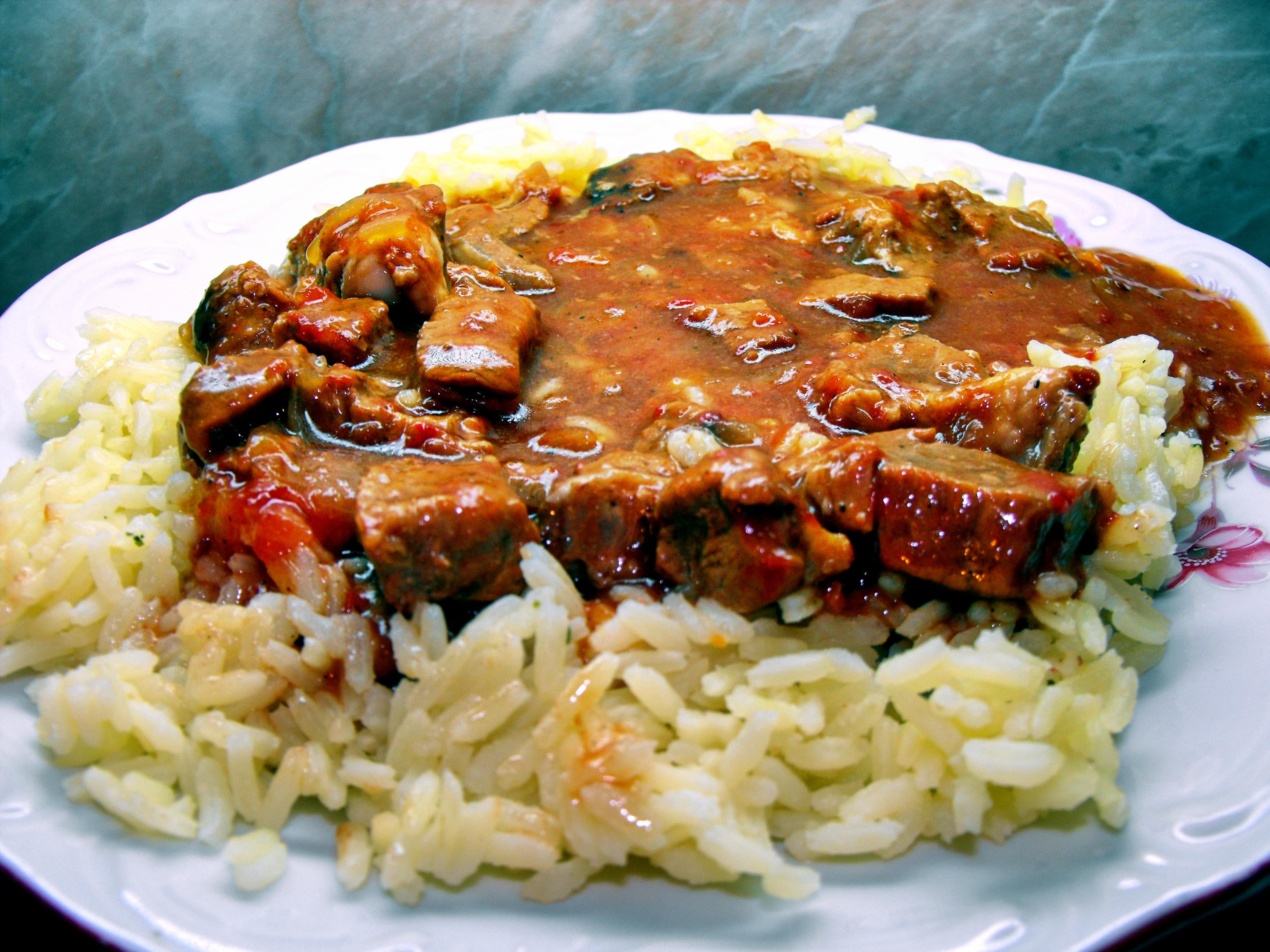
Assiette de Kebab Bulgare avec du riz
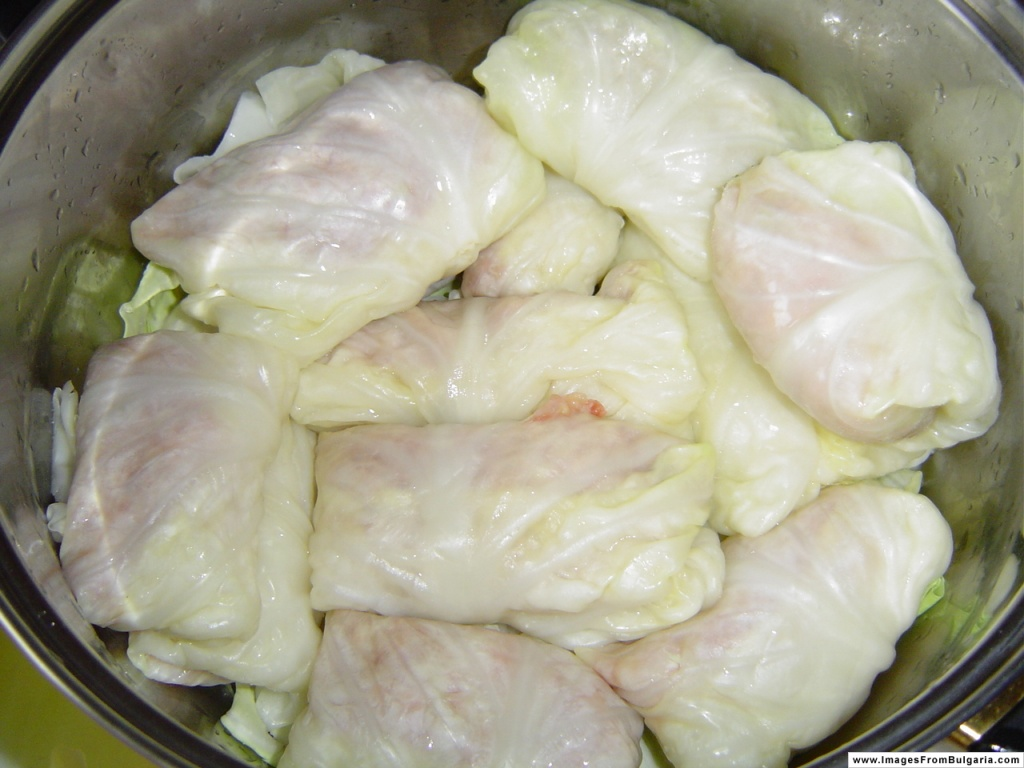
Sarmi
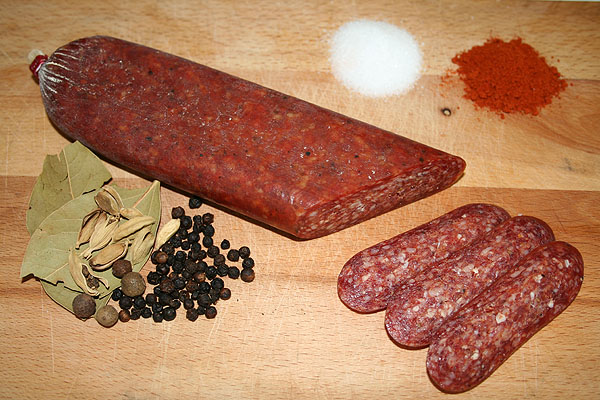
Lukanka
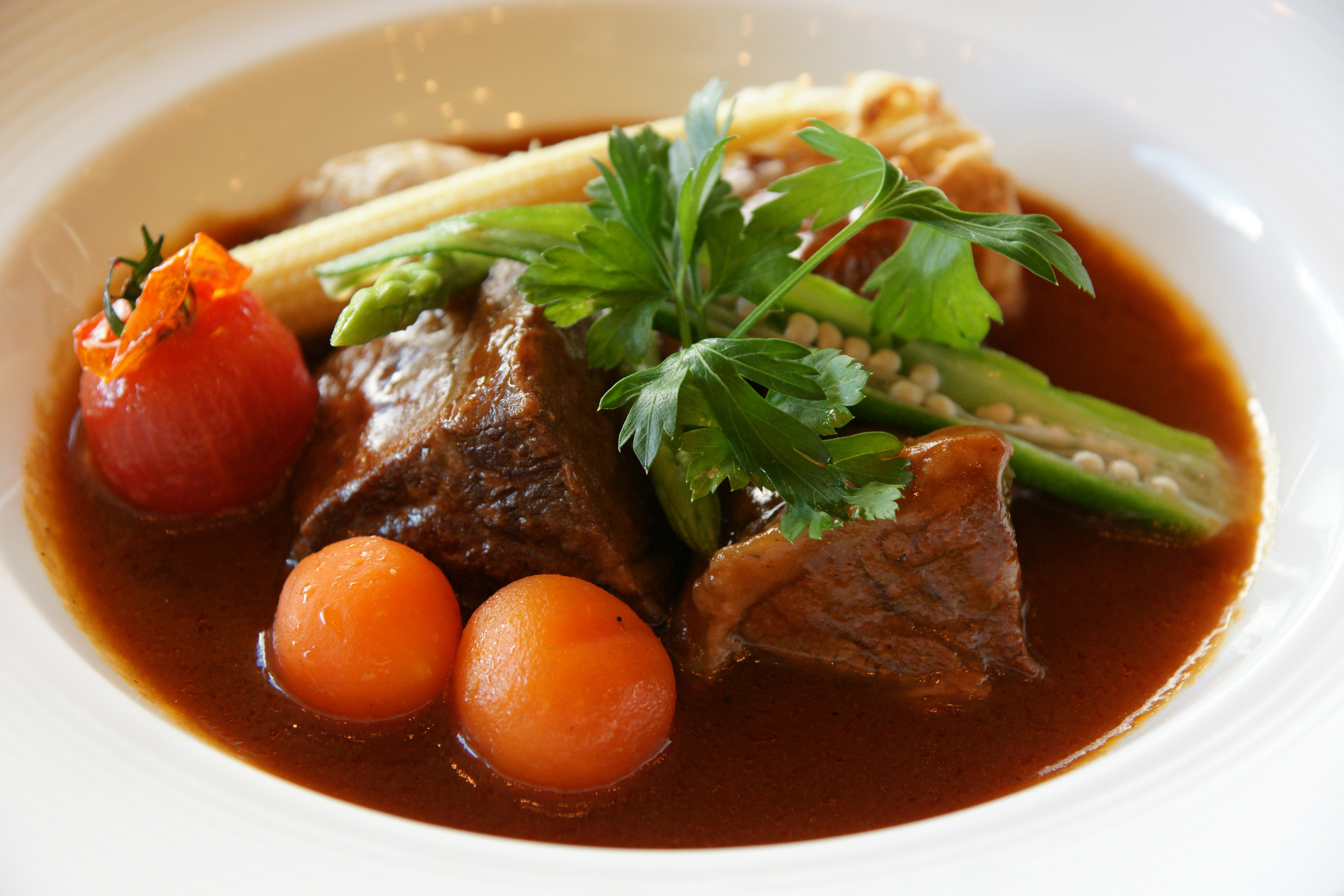
Teleshko vareno
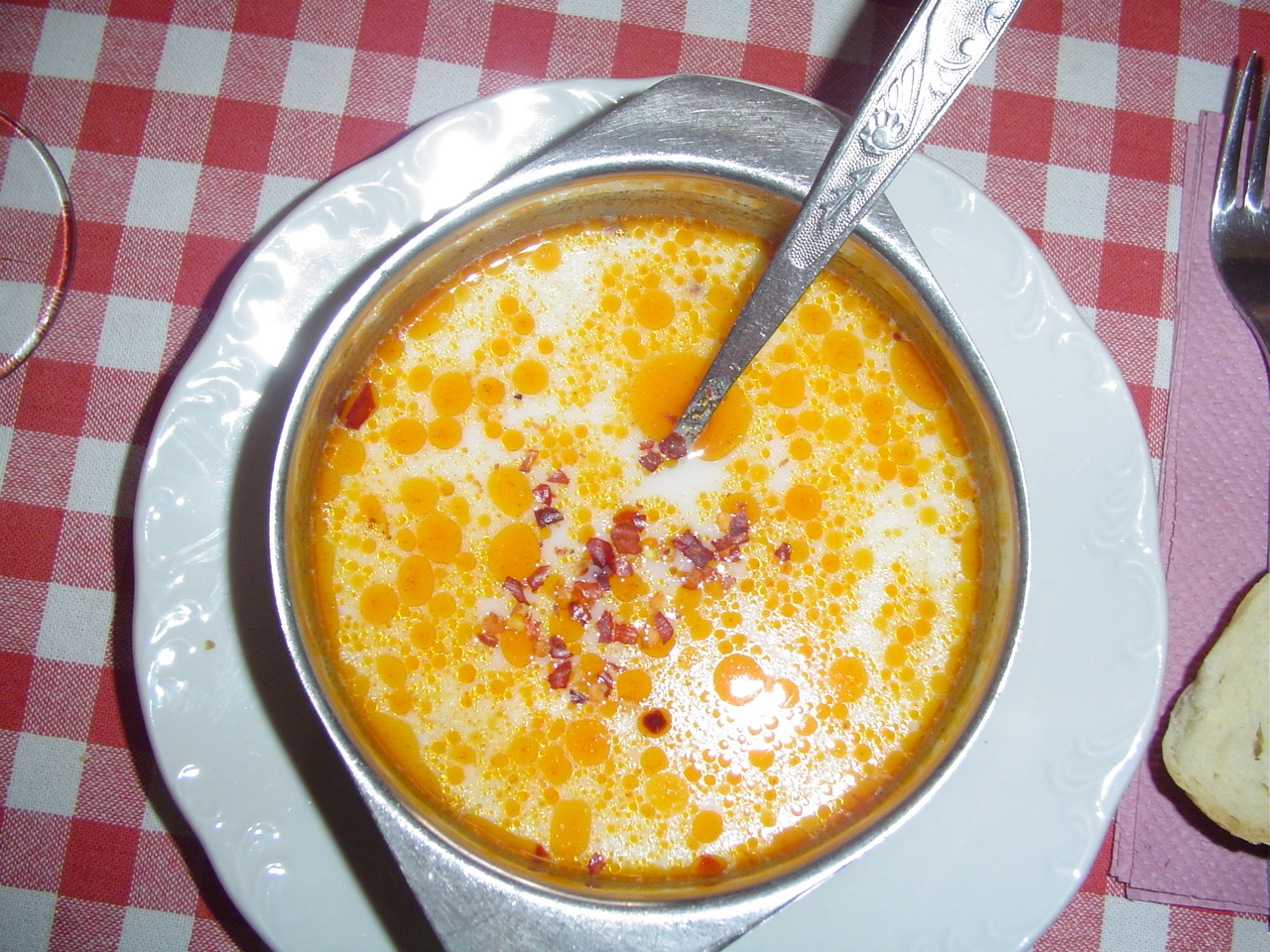
Shkembe chorba

## Source
- (en) Cet article est partiellement ou en totalité issu de l’article de Wikipédia en anglais intitulé « Bulgarian cuisine » (voir la liste des auteurs).